# Liste der Nummer-eins-Hits in Spanien (2022)
Diese Liste der Nummer-eins-Hits in Spanien im Jahr 2022 basiert auf den offiziellen Charts (Top 100 Canciones + Streaming und Top 100 Álbumes) der Productores de Música de España (Promusicae), der spanischen Landesgruppe der IFPI.

## Singles
| ← 2021 ← | Liste der Nummer-eins-Hits in Spanien | Liste der Nummer-eins-Hits in Spanien                                     | Liste der Nummer-eins-Hits in Spanien | 2023 → |
| \| Zeitraum \| Wo. ges. \| Interpret \| Titel Autor(en) \| Zusätzliche Informationen \| \| (Zeitraum, Wochen auf Platz eins, Interpret, Titel, Autor[en], zusätzliche Informationen) \| \| \| \| \| \| ----------------------------------------------------------------------------------------- \| -------- \| ------------------------------------------------------------------------- \| ------------------------------------------------------------------------------------------------------------------------------------------------------------------------------------------------------------------------------------------- \| --------------------------------------------------------------------------------------------------------------------------------------------------------------------------------------------------------- \| \| 31. Dezember 2021 – 6. Januar 2022 1 Woche \| 1 \| Morad \| Pelele Morad El Khattouti El Hormi \| – \| \| 7. Januar 2022 – 27. Januar 2022 3 Wochen \| 3 \| Rauw Alejandro feat. Chencho Corleone \| Desesperados Eric Pérez Rovira, Jorge Cedeño Echevarria, Jorge E. Pizarro Ruiz, José M. Collazo, Luis Jonuel González, Nino Karlo Segarra, Orlando Javier Del Valle, Raúl Alejandro Ocasio Ruiz \| – \| \| 28. Januar 2022 – 3. Februar 2022 1 Woche \| 1 \| Rigoberta Bandini \| Ay mamá Paula Ribó González, Esteban Navarro Dordal, Stefano Maccarrone \| Die Sängerin aus Barcelona hatte den nationalen Vorentscheid für den Eurovision Song Contest 2022 verloren, aber während sie die Chartspitze erreichte, kam Chanel mit ihrem Siegersong nur auf Platz 13. \| \| 4. Februar 2022 – 17. Februar 2022 2 Wochen (insgesamt 5) \| 5 \| La Pantera feat. Quevedo, Juseph, Abhir Hathi, Cruz Cafuné, El Ima & Bejo \| Cayó la noche (Remix) Aitor Joel Jiménez Benítez, Carlos Bruñas Zamorín, Isaac Bueno del Pino, Sergio Aimar Castellano Almeida, Pedro Luis Domínguez Quevedo, Abhir Rajesh Hathiramani, Borja Jimenez Mérida, Kevin Juseph Zapata Rodriguez \| – \| \| 18. Februar 2022 – 24. Februar 2022 1 Woche \| 1 \| Becky G & Karol G \| Mamiii Daniel Echavarría Oviedo, Carolina Giraldo Navarro, Daniel Uribe, Elena Rose, Justin Rafael Quiles Rivera, Luis Miguel Gomez Castaño, Rebbeca Marie Gomez \| – \| \| 25. Februar 2022 – 17. März 2022 3 Wochen (insgesamt 5) \| 5 \| La Pantera feat. Quevedo, Juseph, Abhir Hathi, Cruz Cafuné, El Ima & Bejo \| Cayó la noche (Remix) Aitor Joel Jiménez Benítez, Carlos Bruñas Zamorín, Isaac Bueno del Pino, Sergio Aimar Castellano Almeida, Pedro Luis Domínguez Quevedo, Abhir Rajesh Hathiramani, Borja Jimenez Mérida, Kevin Juseph Zapata Rodriguez \| – \| \| 18. März 2022 – 24. März 2022 1 Woche \| 1 \| Rosalía \| Candy Adam King Feeney, David Rodriguez, Freddie D. Jerkins III, Kaan Güneşberk, LaShawn Ameen Daniels, Pablo Díaz-Reixa, Rodney Roy Jerkins, Rosalia Vila Tobella, William Emmanuel Bevan, William Raymond Norwood Jr. \| – \| \| 25. März 2022 – 31. März 2022 1 Woche \| 1 \| Paulo Londra \| Plan A Federico Javier Colazo, Federico Vindver, Matias Andres Rapacioli, Paulo Londra \| – \| \| 1. April 2022 – 21. April 2022 3 Wochen \| 3 \| Alejo, Feid & Robi \| Pantysito Nicholas A. Thomas Magriña, Jaime Cosculluela, Esteban Higuita Estrada, Ruben Alejandro Estrada, Roberto Chabrier Báez Moraza, Salomón Villada Hoyos \| – \| \| 22. April 2022 – 5. Mai 2022 2 Wochen \| 2 \| Bizarrap feat. Paulo Londra \| Paulo Londra: Bzrp Music Sessions, Vol. 23 Pablo Exequiel Santiago Alvarado, Gonzalo Julián Conde, Paulo Ezequiel Londra Farias \| – \| \| 6. Mai 2022 – 12. Mai 2022 1 Woche \| 1 \| Bad Bunny \| Moscow Mule Marco Daniel Borrero, Martin Hardie Coogan, Scott H. Dittrich, Benito Antonio Martínez Ocasio \| Der Rapper aus Puerto Rico belegt nicht nur Platz 1 bei Album und Singles, die vollständigen Single-Top-10 und insgesamt 22 Songs der Top 24 stammen aus seinem neuen Album \| \| 13. Mai 2022 – 19. Mai 2022 1 Woche \| 1 \| Chanel \| Slomo Arjen Thonen, Iberê Maravalha Fortes, Keith Ernesto Harris, Leroy Sanchez, Maggie Szabo \| – \| \| 20. Mai 2022 – 7. Juli 2022 7 Wochen \| 7 \| Bad Bunny \| Tití me preguntó Marco Daniel Borrero, Benito Antonio Martínez Ocasio \| – \| \| 8. Juli 2022 – 28. Juli 2022 3 Wochen (insgesamt 13) \| 13 \| Bizarrap feat. Quevedo \| Quevedo: Bzrp Music Sessions, Vol. 52 Santiago Pablo Exequiel Alvarado, Francisco Zecca, Pedro Luis Domínguez Quevedo, Gonzalo Julián Conde \| – \| \| 29. Juli 2022 – 4. August 2022 1 Woche (insgesamt 2) \| 2 \| Rosalía \| Despechá Carlos Enrique Ortiz Rivera, David Rodríguez, Dylan Patrice Wiggins, Juan G. Rivera Vázquez, Nino Segarra, Noah Goldstein, Rosalía Vila Tobella \| – \| \| 5. August 2022 – 11. August 2022 1 Woche (insgesamt 13) \| 13 \| Bizarrap feat. Quevedo \| Quevedo: Bzrp Music Sessions, Vol. 52 Santiago Pablo Exequiel Alvarado, Francisco Zecca, Pedro Luis Domínguez Quevedo, Gonzalo Julián Conde \| – \| \| 12. August 2022 – 18. August 2022 1 Woche (insgesamt 2) \| 2 \| Rosalía \| Despechá Carlos Enrique Ortiz Rivera, David Rodríguez, Dylan Patrice Wiggins, Juan G. Rivera Vázquez, Nino Segarra, Noah Goldstein, Rosalía Vila Tobella \| – \| \| 19. August 2022 – 20. Oktober 2022 9 Wochen (insgesamt 13) \| 13 \| Bizarrap feat. Quevedo \| Quevedo: Bzrp Music Sessions, Vol. 52 Santiago Pablo Exequiel Alvarado, Francisco Zecca, Pedro Luis Domínguez Quevedo, Gonzalo Julián Conde \| – \| \| 21. Oktober 2022 – 3. November 2022 2 Wochen (insgesamt 5) \| 5 \| Manuel Turizo \| La bachata Luis Miguel Gómez Castaño, Edgar Barrera, Andrés Jael Correa Rios, Juan Diego Medina Vélez, Manuel Turizo Zapata \| – \| \| 4. November 2022 – 10. November 2022 1 Woche \| 1 \| Mora feat. Quevedo \| Apa Gabriel Mora Quintero, Pedro Luis Domínguez Quevedo \| – \| \| 11. November 2022 – 17. November 2022 1 Woche (insgesamt 5) \| 5 \| Manuel Turizo \| La bachata Luis Miguel Gómez Castaño, Edgar Barrera, Andrés Jael Correa Rios, Juan Diego Medina Vélez, Manuel Turizo Zapata \| – \| \| 18. November 2022 – 24. November 2022 1 Woche \| 1 \| Bizarrap feat. Duki \| Duki: Bzrp Music Sessions, Vol. 50 Mauro Ezequiel Lombardo, Gonzalo Julián Conde, Pablo Exequiel Santiago Alvarado \| – \| \| 25. November 2022 – 1. Dezember 2022 1 Woche (insgesamt 5) \| 5 \| Manuel Turizo \| La bachata Luis Miguel Gómez Castaño, Edgar Barrera, Andrés Jael Correa Rios, Juan Diego Medina Vélez, Manuel Turizo Zapata \| – \| \| 2. Dezember 2022 – 15. Dezember 2022 2 Wochen (insgesamt 3) \| 3 \| Arcángel feat. Bad Bunny \| La jumpa Benito Antonio Martínez Ocasio, Austin Agustín Santos \| – \| \| 16. Dezember 2022 – 22. Dezember 2022 1 Woche \| 1 \| Quevedo feat. Myke Towers \| Playa del inglés Pedro Luis Domínguez Quevedo, Michael Anthony Torres Monge \| – \| \| 23. Dezember 2022 – 29. Dezember 2022 1 Woche (insgesamt 3) \| 3 \| Arcángel feat. Bad Bunny \| La jumpa Benito Antonio Martínez Ocasio, Austin Agustín Santos \| – \| \| 30. Dezember 2022 – 5. Januar 2023 1 Woche (insgesamt 5) \| 5 \| Manuel Turizo \| La bachata Luis Miguel Gómez Castaño, Edgar Barrera, Andrés Jael Correa Rios, Juan Diego Medina Vélez, Manuel Turizo Zapata \| – \| |                                       |                                                                           | | |
| ← 2021 |                                       |                                                                           | | → 2023 → |
| Zeitraum | Wo. ges.                              | Interpret                                                                 | Titel Autor(en) | Zusätzliche Informationen |
| (Zeitraum, Wochen auf Platz eins, Interpret, Titel, Autor[en], zusätzliche Informationen) |                                       |                                                                           | | |
| 31. Dezember 2021 – 6. Januar 2022 1 Woche | 1                                     | Morad                                                                     | Pelele Morad El Khattouti El Hormi | – |
| 7. Januar 2022 – 27. Januar 2022 3 Wochen | 3                                     | Rauw Alejandro feat. Chencho Corleone                                     | Desesperados Eric Pérez Rovira, Jorge Cedeño Echevarria, Jorge E. Pizarro Ruiz, José M. Collazo, Luis Jonuel González, Nino Karlo Segarra, Orlando Javier Del Valle, Raúl Alejandro Ocasio Ruiz                                             | – |
| 28. Januar 2022 – 3. Februar 2022 1 Woche | 1                                     | Rigoberta Bandini                                                         | Ay mamá Paula Ribó González, Esteban Navarro Dordal, Stefano Maccarrone | Die Sängerin aus Barcelona hatte den nationalen Vorentscheid für den Eurovision Song Contest 2022 verloren, aber während sie die Chartspitze erreichte, kam Chanel mit ihrem Siegersong nur auf Platz 13. |
| 4. Februar 2022 – 17. Februar 2022 2 Wochen (insgesamt 5) | 5                                     | La Pantera feat. Quevedo, Juseph, Abhir Hathi, Cruz Cafuné, El Ima & Bejo | Cayó la noche (Remix) Aitor Joel Jiménez Benítez, Carlos Bruñas Zamorín, Isaac Bueno del Pino, Sergio Aimar Castellano Almeida, Pedro Luis Domínguez Quevedo, Abhir Rajesh Hathiramani, Borja Jimenez Mérida, Kevin Juseph Zapata Rodriguez | – |
| 18. Februar 2022 – 24. Februar 2022 1 Woche | 1                                     | Becky G & Karol G                                                         | Mamiii Daniel Echavarría Oviedo, Carolina Giraldo Navarro, Daniel Uribe, Elena Rose, Justin Rafael Quiles Rivera, Luis Miguel Gomez Castaño, Rebbeca Marie Gomez                                                                            | – |
| 25. Februar 2022 – 17. März 2022 3 Wochen (insgesamt 5) | 5                                     | La Pantera feat. Quevedo, Juseph, Abhir Hathi, Cruz Cafuné, El Ima & Bejo | Cayó la noche (Remix) Aitor Joel Jiménez Benítez, Carlos Bruñas Zamorín, Isaac Bueno del Pino, Sergio Aimar Castellano Almeida, Pedro Luis Domínguez Quevedo, Abhir Rajesh Hathiramani, Borja Jimenez Mérida, Kevin Juseph Zapata Rodriguez | – |
| 18. März 2022 – 24. März 2022 1 Woche | 1                                     | Rosalía                                                                   | Candy Adam King Feeney, David Rodriguez, Freddie D. Jerkins III, Kaan Güneşberk, LaShawn Ameen Daniels, Pablo Díaz-Reixa, Rodney Roy Jerkins, Rosalia Vila Tobella, William Emmanuel Bevan, William Raymond Norwood Jr.                     | – |
| 25. März 2022 – 31. März 2022 1 Woche | 1                                     | Paulo Londra                                                              | Plan A Federico Javier Colazo, Federico Vindver, Matias Andres Rapacioli, Paulo Londra | – |
| 1. April 2022 – 21. April 2022 3 Wochen | 3                                     | Alejo, Feid & Robi                                                        | Pantysito Nicholas A. Thomas Magriña, Jaime Cosculluela, Esteban Higuita Estrada, Ruben Alejandro Estrada, Roberto Chabrier Báez Moraza, Salomón Villada Hoyos                                                                              | – |
| 22. April 2022 – 5. Mai 2022 2 Wochen | 2                                     | Bizarrap feat. Paulo Londra                                               | Paulo Londra: Bzrp Music Sessions, Vol. 23 Pablo Exequiel Santiago Alvarado, Gonzalo Julián Conde, Paulo Ezequiel Londra Farias | – |
| 6. Mai 2022 – 12. Mai 2022 1 Woche | 1                                     | Bad Bunny                                                                 | Moscow Mule Marco Daniel Borrero, Martin Hardie Coogan, Scott H. Dittrich, Benito Antonio Martínez Ocasio | Der Rapper aus Puerto Rico belegt nicht nur Platz 1 bei Album und Singles, die vollständigen Single-Top-10 und insgesamt 22 Songs der Top 24 stammen aus seinem neuen Album                               |
| 13. Mai 2022 – 19. Mai 2022 1 Woche | 1                                     | Chanel                                                                    | Slomo Arjen Thonen, Iberê Maravalha Fortes, Keith Ernesto Harris, Leroy Sanchez, Maggie Szabo | – |
| 20. Mai 2022 – 7. Juli 2022 7 Wochen | 7                                     | Bad Bunny                                                                 | Tití me preguntó Marco Daniel Borrero, Benito Antonio Martínez Ocasio | – |
| 8. Juli 2022 – 28. Juli 2022 3 Wochen (insgesamt 13) | 13                                    | Bizarrap feat. Quevedo                                                    | Quevedo: Bzrp Music Sessions, Vol. 52 Santiago Pablo Exequiel Alvarado, Francisco Zecca, Pedro Luis Domínguez Quevedo, Gonzalo Julián Conde                                                                                                 | – |
| 29. Juli 2022 – 4. August 2022 1 Woche (insgesamt 2) | 2                                     | Rosalía                                                                   | Despechá Carlos Enrique Ortiz Rivera, David Rodríguez, Dylan Patrice Wiggins, Juan G. Rivera Vázquez, Nino Segarra, Noah Goldstein, Rosalía Vila Tobella                                                                                    | – |
| 5. August 2022 – 11. August 2022 1 Woche (insgesamt 13) | 13                                    | Bizarrap feat. Quevedo                                                    | Quevedo: Bzrp Music Sessions, Vol. 52 Santiago Pablo Exequiel Alvarado, Francisco Zecca, Pedro Luis Domínguez Quevedo, Gonzalo Julián Conde                                                                                                 | – |
| 12. August 2022 – 18. August 2022 1 Woche (insgesamt 2) | 2                                     | Rosalía                                                                   | Despechá Carlos Enrique Ortiz Rivera, David Rodríguez, Dylan Patrice Wiggins, Juan G. Rivera Vázquez, Nino Segarra, Noah Goldstein, Rosalía Vila Tobella                                                                                    | – |
| 19. August 2022 – 20. Oktober 2022 9 Wochen (insgesamt 13) | 13                                    | Bizarrap feat. Quevedo                                                    | Quevedo: Bzrp Music Sessions, Vol. 52 Santiago Pablo Exequiel Alvarado, Francisco Zecca, Pedro Luis Domínguez Quevedo, Gonzalo Julián Conde                                                                                                 | – |
| 21. Oktober 2022 – 3. November 2022 2 Wochen (insgesamt 5) | 5                                     | Manuel Turizo                                                             | La bachata Luis Miguel Gómez Castaño, Edgar Barrera, Andrés Jael Correa Rios, Juan Diego Medina Vélez, Manuel Turizo Zapata | – |
| 4. November 2022 – 10. November 2022 1 Woche | 1                                     | Mora feat. Quevedo                                                        | Apa Gabriel Mora Quintero, Pedro Luis Domínguez Quevedo | – |
| 11. November 2022 – 17. November 2022 1 Woche (insgesamt 5) | 5                                     | Manuel Turizo                                                             | La bachata Luis Miguel Gómez Castaño, Edgar Barrera, Andrés Jael Correa Rios, Juan Diego Medina Vélez, Manuel Turizo Zapata | – |
| 18. November 2022 – 24. November 2022 1 Woche | 1                                     | Bizarrap feat. Duki                                                       | Duki: Bzrp Music Sessions, Vol. 50 Mauro Ezequiel Lombardo, Gonzalo Julián Conde, Pablo Exequiel Santiago Alvarado | – |
| 25. November 2022 – 1. Dezember 2022 1 Woche (insgesamt 5) | 5                                     | Manuel Turizo                                                             | La bachata Luis Miguel Gómez Castaño, Edgar Barrera, Andrés Jael Correa Rios, Juan Diego Medina Vélez, Manuel Turizo Zapata | – |
| 2. Dezember 2022 – 15. Dezember 2022 2 Wochen (insgesamt 3) | 3                                     | Arcángel feat. Bad Bunny                                                  | La jumpa Benito Antonio Martínez Ocasio, Austin Agustín Santos | – |
| 16. Dezember 2022 – 22. Dezember 2022 1 Woche | 1                                     | Quevedo feat. Myke Towers                                                 | Playa del inglés Pedro Luis Domínguez Quevedo, Michael Anthony Torres Monge | – |
| 23. Dezember 2022 – 29. Dezember 2022 1 Woche (insgesamt 3) | 3                                     | Arcángel feat. Bad Bunny                                                  | La jumpa Benito Antonio Martínez Ocasio, Austin Agustín Santos | – |
| 30. Dezember 2022 – 5. Januar 2023 1 Woche (insgesamt 5) | 5                                     | Manuel Turizo                                                             | La bachata Luis Miguel Gómez Castaño, Edgar Barrera, Andrés Jael Correa Rios, Juan Diego Medina Vélez, Manuel Turizo Zapata | – |

## Alben
| ← 2021 ← | Liste der Nummer-eins-Hits in Spanien | Liste der Nummer-eins-Hits in Spanien | Liste der Nummer-eins-Hits in Spanien | 2023 →                    |
| \| Zeitraum \| Wo. ges. \| Interpret \| Titel \| Zusätzliche Informationen \| \| (Zeitraum, Wochen auf Platz eins, Interpret, Titel, zusätzliche Informationen) \| \| \| \| \| \| ------------------------------------------------------------------------------ \| -------- \| ----------------- \| ------------------------- \| ------------------------- \| \| 10. Dezember 2021 – 13. Januar 2022 5 Wochen \| 5 \| Alejandro Sanz \| Sanz \| – \| \| 14. Januar 2022 – 20. Januar 2022 1 Woche (insgesamt 8) \| 8 \| Rauw Alejandro \| Vice versa \| – \| \| 21. Januar 2022 – 27. Januar 2022 1 Woche \| 1 \| Los Planetas \| Las canciones del agua \| – \| \| 28. Januar 2022 – 3. Februar 2022 1 Woche \| 1 \| Belén Aguilera \| Superpop \| – \| \| 4. Februar 2022 – 10. Februar 2022 1 Woche \| 1 \| Sebastián Yatra \| Dharma \| – \| \| 11. Februar 2022 – 17. Februar 2022 1 Woche \| 1 \| Funzo & Baby Loud \| Inmortales \| – \| \| 18. Februar 2022 – 24. Februar 2022 1 Woche \| 1 \| Dani Fernández \| Entre las dudas y el azar \| – \| \| 25. Februar 2022 – 3. März 2022 1 Woche (insgesamt 11) \| 11 \| C. Tangana \| El Madrileño \| – \| \| 4. März 2022 – 10. März 2022 1 Woche \| 1 \| Fangoria \| Edificaciones paganas \| – \| \| 11. März 2022 – 17. März 2022 1 Woche \| 1 \| Ghost \| Impera \| – \| \| 18. März 2022 – 28. April 2022 6 Wochen \| 6 \| Rosalía \| Motomami \| – \| \| 29. April 2022 – 5. Mai 2022 1 Woche \| 1 \| Manolo García \| Mi vida en marte \| – \| \| 6. Mai 2022 – 19. Mai 2022 2 Wochen (insgesamt 25) \| 25 \| Bad Bunny \| Un verano sin ti \| – \| \| 20. Mai 2022 – 26. Mai 2022 1 Woche \| 1 \| Harry Styles \| Harry’s House \| – \| \| 27. Mai 2022 – 20. Oktober 2022 21 Wochen (insgesamt 25) \| 25 \| Bad Bunny \| Un verano sin ti \| – \| \| 21. Oktober 2022 – 3. November 2022 2 Wochen \| 2 \| Taylor Swift \| Midnights \| – \| \| 4. November 2022 – 10. November 2022 1 Woche \| 1 \| Mora \| Paraíso \| – \| \| 11. November 2022 – 17. November 2022 1 Woche \| 1 \| Louis Tomlinson \| Faith in the Future \| – \| \| 18. November 2022 – 24. November 2022 1 Woche \| 1 \| Eladio Carrión \| Sen2 Kbrn Vol. 2 \| – \| \| 25. November 2022 – 1. Dezember 2022 1 Woche (insgesamt 4) \| 4 \| Manuel Carrasco \| Corazón y flecha \| – \| \| 2. Dezember 2022 – 8. Dezember 2022 1 Woche \| 1 \| Pablo Alborán \| La cuarta hoja \| – \| \| 9. Dezember 2022 – 22. Dezember 2022 2 Wochen (insgesamt 4) \| 4 \| Manuel Carrasco \| Corazón y flecha \| – \| \| 23. Dezember 2022 – 29. Dezember 2022 1 Woche \| 1 \| Marea \| Los potros del tiempo \| – \| \| 30. Dezember 2022 – 5. Januar 2023 1 Woche (insgesamt 4) \| 4 \| Manuel Carrasco \| Corazón y flecha \| – \| |                                       |                                       |                                       |                           |
| ← 2021 |                                       |                                       |                                       | → 2023 →                  |
| Zeitraum | Wo. ges.                              | Interpret                             | Titel                                 | Zusätzliche Informationen |
| (Zeitraum, Wochen auf Platz eins, Interpret, Titel, zusätzliche Informationen) |                                       |                                       |                                       |                           |
| 10. Dezember 2021 – 13. Januar 2022 5 Wochen | 5                                     | Alejandro Sanz                        | Sanz                                  | –                         |
| 14. Januar 2022 – 20. Januar 2022 1 Woche (insgesamt 8) | 8                                     | Rauw Alejandro                        | Vice versa                            | –                         |
| 21. Januar 2022 – 27. Januar 2022 1 Woche | 1                                     | Los Planetas                          | Las canciones del agua                | –                         |
| 28. Januar 2022 – 3. Februar 2022 1 Woche | 1                                     | Belén Aguilera                        | Superpop                              | –                         |
| 4. Februar 2022 – 10. Februar 2022 1 Woche | 1                                     | Sebastián Yatra                       | Dharma                                | –                         |
| 11. Februar 2022 – 17. Februar 2022 1 Woche | 1                                     | Funzo & Baby Loud                     | Inmortales                            | –                         |
| 18. Februar 2022 – 24. Februar 2022 1 Woche | 1                                     | Dani Fernández                        | Entre las dudas y el azar             | –                         |
| 25. Februar 2022 – 3. März 2022 1 Woche (insgesamt 11) | 11                                    | C. Tangana                            | El Madrileño                          | –                         |
| 4. März 2022 – 10. März 2022 1 Woche | 1                                     | Fangoria                              | Edificaciones paganas                 | –                         |
| 11. März 2022 – 17. März 2022 1 Woche | 1                                     | Ghost                                 | Impera                                | –                         |
| 18. März 2022 – 28. April 2022 6 Wochen | 6                                     | Rosalía                               | Motomami                              | –                         |
| 29. April 2022 – 5. Mai 2022 1 Woche | 1                                     | Manolo García                         | Mi vida en marte                      | –                         |
| 6. Mai 2022 – 19. Mai 2022 2 Wochen (insgesamt 25) | 25                                    | Bad Bunny                             | Un verano sin ti                      | –                         |
| 20. Mai 2022 – 26. Mai 2022 1 Woche | 1                                     | Harry Styles                          | Harry’s House                         | –                         |
| 27. Mai 2022 – 20. Oktober 2022 21 Wochen (insgesamt 25) | 25                                    | Bad Bunny                             | Un verano sin ti                      | –                         |
| 21. Oktober 2022 – 3. November 2022 2 Wochen | 2                                     | Taylor Swift                          | Midnights                             | –                         |
| 4. November 2022 – 10. November 2022 1 Woche | 1                                     | Mora                                  | Paraíso                               | –                         |
| 11. November 2022 – 17. November 2022 1 Woche | 1                                     | Louis Tomlinson                       | Faith in the Future                   | –                         |
| 18. November 2022 – 24. November 2022 1 Woche | 1                                     | Eladio Carrión                        | Sen2 Kbrn Vol. 2                      | –                         |
| 25. November 2022 – 1. Dezember 2022 1 Woche (insgesamt 4) | 4                                     | Manuel Carrasco                       | Corazón y flecha                      | –                         |
| 2. Dezember 2022 – 8. Dezember 2022 1 Woche | 1                                     | Pablo Alborán                         | La cuarta hoja                        | –                         |
| 9. Dezember 2022 – 22. Dezember 2022 2 Wochen (insgesamt 4) | 4                                     | Manuel Carrasco                       | Corazón y flecha                      | –                         |
| 23. Dezember 2022 – 29. Dezember 2022 1 Woche | 1                                     | Marea                                 | Los potros del tiempo                 | –                         |
| 30. Dezember 2022 – 5. Januar 2023 1 Woche (insgesamt 4) | 4                                     | Manuel Carrasco                       | Corazón y flecha                      | –                         |